# Joker (film)

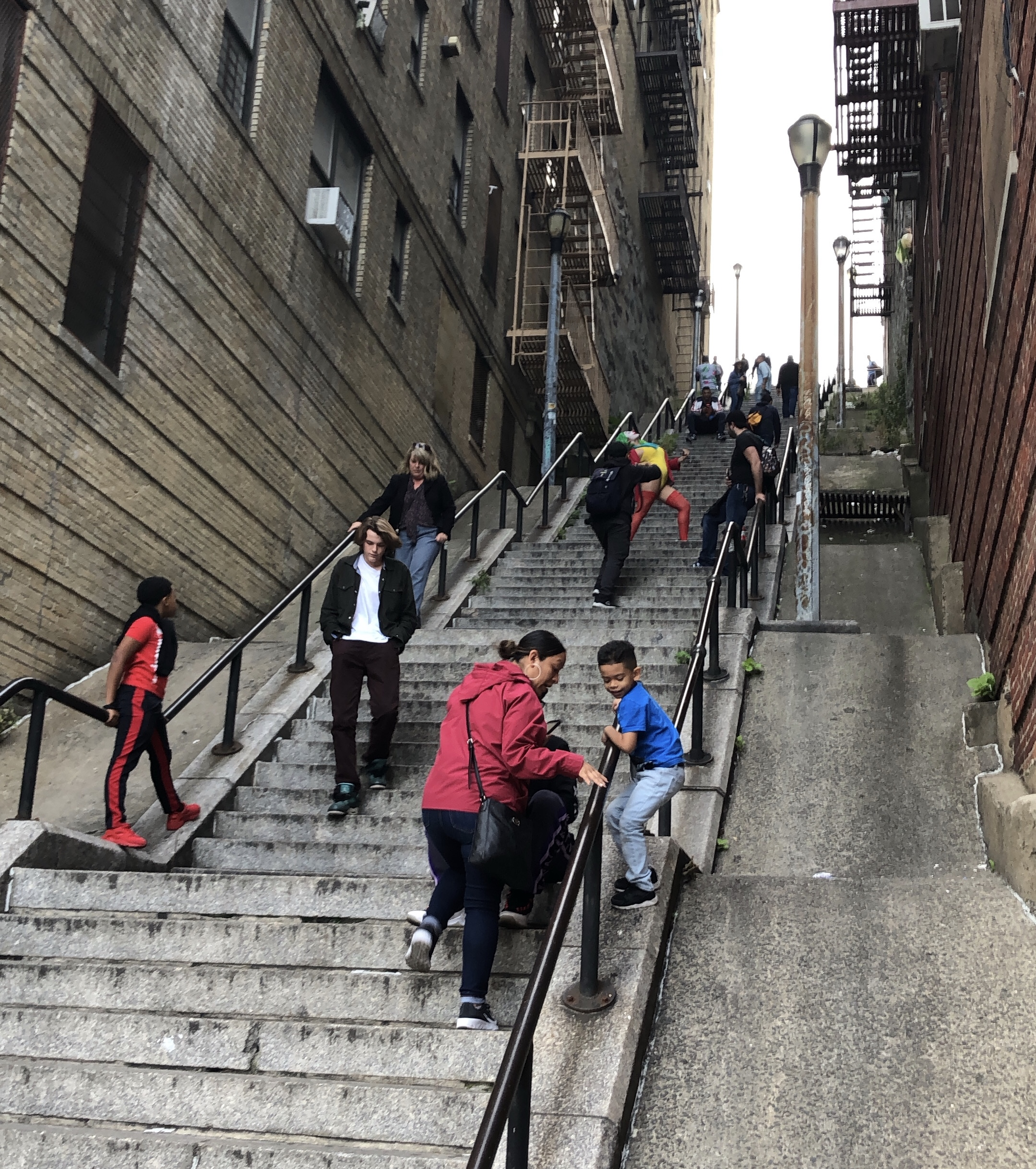
De trappen in de Bronx waar de Joker zijn dans doet in de film

Joker is een Amerikaans psychologische dramafilm uit 2019 onder regie van Todd Phillips. De film is gebaseerd op de gelijknamige superschurk uit de Batman-stripverhalen. De hoofdrollen worden vertolkt door Joaquin Phoenix, Robert De Niro, Zazie Beetz, Frances Conroy en Brett Cullen.
Joker werd op het filmfestival van Venetië bekroond met de Gouden Leeuw, de prijs voor beste film. Hoofdrolspeler Joaquin Phoenix werd bekroond met de Golden Globe, BAFTA Award en Oscar voor beste acteur. De film kreeg ook een Oscar voor beste filmmuziek.

## Verhaal
In het Gotham City van 1981 probeert Arthur Fleck, die op straat en in kinderziekenhuizen als clown optreedt, door te breken als stand-upcomedian. Hij woont samen met zijn moeder Penny in een achterstandswijk. Arthur lijdt aan een aandoening waardoor hij regelmatig, en op ongepaste tijdstippen, oncontroleerbare lachbuien krijgt. Voor zijn behandeling rekent hij op een sociale dienst die hem van medicijnen voorziet. Wanneer hij op een dag op straat wordt aangevallen door een bende jongeren, bezorgt zijn collega Randall hem een revolver. Wat later begint Arthur ook te daten met Sophie, een alleenstaande moeder die in zijn appartementsgebouw woont.
Langzamerhand glijdt Arthur steeds verder af. Tijdens een clownsoptreden in een kinderziekenhuis laat hij zijn revolver vallen, waardoor hij ontslagen wordt. In de metro wordt hij lastiggevallen en in elkaar geslagen door drie dronken werknemers van Wayne Enterprises, de onderneming van de machtige en rijke Thomas Wayne, die ambitie heeft om burgemeester van de stad te worden. Arthur schiet de drie mannen dood. De gewelddadige gebeurtenis zorgt voor ophef in Gotham City. Wayne veroordeelt het geweld, de politie begint een onderzoek en onder de bevolking ontstaat er een protestbeweging die sympathie heeft voor de moordenaar. De betogers dragen clownsmaskers en richten hun woede op Wayne.
Arthur krijgt ondertussen te horen dat de sociale dienst waarop hij voor zijn behandeling en medicijnen rekent, wordt afgeschaft. Ook zijn optreden als stand-upcomedian is geen succes. Sterker nog, zijn optreden wordt opgemerkt en bespot door de populaire talkshowpresentator Murray Franklin, een komiek waar Arthur naar opkijkt. Daarnaast ontdekt hij via een brief van zijn moeder dat hij mogelijk een buitenechtelijke zoon van Thomas Wayne is. Arthur brengt een bezoekje aan Thomas' zoon, de jonge Bruce Wayne, en confronteert nadien ook Thomas zelf, die ontkent zijn biologische vader te zijn. Arthur vlucht na een handgemeen met butler Alfred Pennyworth.
Terwijl zijn moeder Penny een beroerte krijgt en in het ziekenhuis belandt, beginnen de twee politierechercheurs Burke en Garrity te vermoeden dat Arthur verantwoordelijk is voor de moorden in de metro. Arthur probeert te achterhalen of zijn moeder de waarheid sprak over Wayne en besluit om haar medisch dossier te stelen. In haar dossier ontdekt hij dat hij geadopteerd werd door Penny en als kind misbruikt werd door haar vriend. Omdat Penny alles ontkende en beweerde dat dit verhaal door Wayne verzonnen werd, werd ze in een psychiatrisch ziekenhuis opgenomen. Een geschokte Arthur keert terug naar de kamer van zijn moeder, waar hij haar verstikt met een kussen. Nadien keert hij huiswaarts en duikt hij onaangekondigd op in het appartement van Sophie. Ze is bang en vraagt hem om te vertrekken, waaruit blijkt dat hun relatie een waanbeeld was van Arthur.
Arthur wordt als gast uitgenodigd in de talkshow van Murray Franklin. Ter voorbereiding op zijn televisieoptreden schminkt hij zijn gelaat wit en verft hij zijn haren groen. Nog voor hij naar de televisiestudio vertrekt, krijgt hij bezoek van Randall en Gary, twee oud-collega's. Hij vermoordt Randall op brute wijze, maar laat Gary gaan. Op weg naar de studio wordt hij achternagezeten door de twee politierechercheurs, maar ze raken hem kwijt in de massa, die op weg is naar een betoging.
In de kleedkamers van de talkshow vraagt Arthur aan Murray om hem te introduceren als Joker. Na zijn introductie wordt hij door Murray geïnterviewd. Joker geeft toe dat hij de moorden op de metro gepleegd heeft en begint uit te leggen hoe de samenleving mensen in nood de rug toekeert. Vervolgens spreekt hij Murray aan op het feit dat hij hem heeft uitgelachen, waarna hij de presentator live op televisie doodschiet. Als gevolg breken er gewelddadige rellen uit in de stad. Wayne en zijn echtgenote Martha worden voor de ogen van hun zoontje Bruce doodgeschoten door een man. Betogers in een ambulance rammen de politie-auto waarin Joker wordt afgevoerd en bevrijden hem. Hij wordt op handen gedragen door de massa, die hem toejuicht terwijl hij danst.
In het psychiatrisch ziekenhuis Arkham is te zien hoe Arthur een binnenpretje heeft. Zijn psychiater vraagt waarom hij lacht, maar hij antwoordt niet omdat ze de grap volgens hem toch niet zou begrijpen. Wat later loopt hij door de gang van het ziekenhuis. Hij laat een voetspoor van bloed achter en wordt achternagezeten door enkele verplegers.

## Rolverdeling
| Acteur                 | Personage            |
| ---------------------- | -------------------- |
| Joaquin Phoenix        | Arthur Fleck / Joker |
| Robert De Niro         | Murray Franklin      |
| Zazie Beetz            | Sophie Dumond        |
| Frances Conroy         | Penny Fleck          |
| Brett Cullen           | Thomas Wayne         |
| Shea Whigham           | Rechercheur Burke    |
| Bill Camp              | Rechercheur Garrity  |
| Glenn Fleshler         | Randall              |
| Leigh Gill             | Gary                 |
| Josh Pais              | Hoyt Vaughn          |
| Rocco Luna             | GiGi Dumond          |
| Marc Maron             | Gene Ufland          |
| Sondra James           | Dr. Sally            |
| Murphy Guyer           | Barry O'Donnell      |
| Douglas Hodge          | Alfred Pennyworth    |
| Dante Pereira-Olson    | Bruce Wayne          |
| Carrie Louise Putrello | Martha Wayne         |
| Sharon Washington      | sociaal werkster     |
| Brian Tyree Henry      | Carl                 |
| Bryan Callen           | Javier               |

## Productie

### Ontwikkeling
Omstreeks 2014 stelde Joaquin Phoenix aan zijn agent voor om met een laag budget een karakterstudie te maken over een slechterik uit de stripverhalen van DC Comics. Het was op dat ogenblik niet zijn intentie om een film over The Joker te maken, aangezien dat personage al meermaals was verfilmd. De agent regelde vervolgens een ontmoeting met Warner Brothers, maar Phoenix besloot uiteindelijk om niet te gaan.
In augustus 2017 raakte bekend dat Warner Brothers en DC Films plannen hadden om een Joker-film te maken die zich aan het begin van de jaren 1980 zou afspelen en geen deel zou uitmaken van de DC Extended Universe. Er werd aangekondigd dat Todd Phillips de film samen met Scott Silver zou schrijven en zelf zou regisseren, met Martin Scorsese als co-producent. Het budget van de film werd op 55 miljoen dollar begroot. Het project werd vergeleken met Scorsese-films als Taxi Driver (1976) en The King of Comedy (1982). Phillips had het project tijdens de première van War Dogs (2016) voor het eerst aan Warner Brothers voorgesteld.
In juli 2018 verliet Scorsese het project en kwam zijn collega Emma Tillinger Koskoff aan boord als producente. Diezelfde maand gaf de studio groen licht voor het project en werd de titel van de film onthuld. In september 2018 trad ook Bradley Cooper als producent in dienst.

### Casting
In september 2017 werd bericht dat Leonardo DiCaprio door Warner Brothers overwogen werd voor de hoofdrol. In februari 2018 raakte bekend dat de studio onderhandelde met Joaquin Phoenix. Phoenix aanvaardde de rol omdat het filmproject overeenstemde met het soort stripboekverfilming dat hij enkele jaren eerder al in gedachten had. Voor de opvallende lach van zijn personage baseerde de acteur zich op mensen die lijden aan pathologisch lachen, een psychische aandoening die bestaat uit oncontroleerbare lachbuien.
In juli 2018 werd Zazie Beetz gecast als Sophie Dumond. Diezelfde maand werden ook Robert De Niro en Frances Conroy gecast. Conroy werd gecast als Jokers moeder, een rol die Frances McDormand eerder al afgewezen had. De Niro werd gecast als talkshowpresentator Murray Franklin. De acteur beschouwde het personage als een verwijzing naar zijn rol in The King of Comedy.
Eind juli werden stand-upcomedians Marc Maron en Bryan Callen aan het project toegevoegd. Midden september raakte de casting van onder meer bijrolacteurs Shea Whigham, Bill Camp en Glenn Fleshler bekend.
Begin augustus werd Alec Baldwin gecast als Thomas Wayne, maar enkele dagen later haakte de acteur af vanwege een te drukke agenda. Een maand later ging de rol naar Brett Cullen.

### Opnames
De opnames gingen op 10 september 2018 van start in New York en eindigden op 17 december 2018. Er werd gefilmd in onder meer Newark (New Jersey), Harlem, The Bronx en Brooklyn. De scène waarin het hoofdpersonage op een lange buitentrap danst, werd opgenomen in The Bronx. De locatie, die ook op een van de officiële posters van de film te zien is, werd meteen na de bioscooprelease van de film een toeristische attractie.
Eind oktober 2018, op zijn eerste opnamedag, ontving De Niro net als enkele andere critici en politieke tegenstanders van president Donald Trump een pijpbom in zijn post. Door de bomdreiging werd ook de set van Joker door de FBI onderzocht.
Zowel Phoenix zelf als Phillips vond dat de acteur een drastische gewichtsverandering moest ondergaan voor zijn vertolking. Phoenix wilde extra kilo's bijkomen, terwijl Phillips voorstelde om drastisch te vermageren. Phoenix, die in het verleden al meermaals was afgevallen voor een rol, wilde niet opnieuw vermageren. Uiteindelijk besloot de acteur om toch de visie van Phillips te volgen.
Phoenix was ook niet tevreden met het feit dat Thomas Wayne, de vader van superheld Batman, een personage was in de film. Volgens Phillips wilde de acteur dat de film zo weinig mogelijk linken had met de verhalen en personages van DC Comics. Tijdens de opnames werd het script ook regelmatig herschreven door Phillips en Silver. Omdat Phoenix veel gewicht verloren had voor zijn rol waren extra opnames op een later tijdstip uitgesloten.
De set van de talkshow in de film werd gedeeltelijk gemodelleerd naar de set van The Tonight Show Starring Johnny Carson (1962–1992).

### Muziek
In augustus 2018 werd Hildur Guðnadóttir ingehuurd om de filmmuziek samen te stellen. Guðnadóttir begon muziek te schrijven na het lezen van het script en een ontmoeting met Phillips, die veel sterke ideeën had over hoe hij dacht dat de filmmuziek zou moeten klinken. Ze werkte gelijktijdig aan de filmmuziek voor Joker en de muziek voor de miniserie Chernobyl. Guðnadóttir zei dat schakelen tussen de twee een uitdaging was omdat de muziek voor beide projecten zo verschillend was. Bovendien bevat de film de nummers That's Life, Send In the Clowns, White Room, en Rock and Roll Part 2 van Gary Glitter. Het gebruik van Rock and Roll Part 2 veroorzaakte controverse toen gemeld werd dat Glitter (een veroordeelde zedendelinquent) royalty's zou ontvangen, maar later werd bevestigd dat hij dat niet zou doen. De filmmuziek werd uitgebracht op 2 oktober 2019 door WaterTower Music. De muziek van Guðnadóttir won verschillende prijzen, waaronder een Oscar voor beste originele muziek en een Golden Globe voor beste originele muziek, waarbij de laatste haar de eerste vrouw maakte die als solocomponist in die categorie won.

## Release en controverse
De film ging op 31 augustus 2019 in première op het filmfestival van Venetië. In België en Nederland werd de film op respectievelijk 2 en 3 oktober 2019 in de bioscoop uitgebracht.
In de aanloop naar de Amerikaanse première van Joker werd in de Verenigde Staten de vrees geuit dat de film wapengeweld zou aanmoedigen. De bioscoop in Aurora (Colorado) waar op 20 juli 2012, tijdens een vertoning van The Dark Knight Rises, een schietpartij met twaalf dodelijke slachtoffers had plaatsgevonden, besloot om Joker niet te vertonen. Enkele nabestaanden van de slachtoffers uit Aurora vroegen Warner Brothers ook om te doneren aan non-profitorganisaties die slachtoffers van wapengeweld steunen. In een officiële reactie op de controverse verklaarde de studio dat de film noch het titelpersonage moet geïnterpreteerd worden als een goedkeuring van geweld.
Joker is de eerste R-rated film die wereldwijd meer dan een miljard dollar opbracht en gezien het bescheiden budget van ongeveer 63 miljoen dollar een van de meest winstgevende films ooit.

## Prijzen en nominaties
De belangrijkste:
| Jaar | Prijs / Festival          | Categorie                                      | Genomineerde(n)                                               | Uitslag     |
| ---- | ------------------------- | ---------------------------------------------- | ------------------------------------------------------------- | ----------- |
| 2019 | Filmfestival van Venetië  | Gouden Leeuw                                   | Todd Phillips                                                 | Gewonnen    |
| 2020 | Golden Globes             | Beste drama film                               | Beste drama film                                              | Genomineerd |
| 2020 | Golden Globes             | Beste regisseur                                | Todd Phillips                                                 | Genomineerd |
| 2020 | Golden Globes             | Beste acteur in een dramafilm                  | Joaquin Phoenix                                               | Gewonnen    |
| 2020 | Golden Globes             | Beste filmmuziek                               | Hildur Guðnadóttir                                            | Gewonnen    |
| 2020 | Critics' Choice Awards    | Beste film                                     | Beste film                                                    | Genomineerd |
| 2020 | Critics' Choice Awards    | Beste acteur                                   | Joaquin Phoenix                                               | Gewonnen    |
| 2020 | Critics' Choice Awards    | Beste bewerkte scenario                        | Todd Phillips, Scott Silver                                   | Genomineerd |
| 2020 | Critics' Choice Awards    | Beste camerawerk                               | Lawrence Sher                                                 | Genomineerd |
| 2020 | Critics' Choice Awards    | Beste productieontwerp                         | Mark Friedberg,Kris Moran                                     | Genomineerd |
| 2020 | Critics' Choice Awards    | Beste grime en haarstijl                       | Beste grime en haarstijl                                      | Genomineerd |
| 2020 | Critics' Choice Awards    | Beste filmmuziek                               | Hildur Guðnadóttir                                            | Gewonnen    |
| 2020 | BAFTA Awards              | Beste film                                     | Beste film                                                    | Genomineerd |
| 2020 | BAFTA Awards              | Beste regisseur                                | Todd Phillips                                                 | Genomineerd |
| 2020 | BAFTA Awards              | Beste acteur                                   | Joaquin Phoenix                                               | Gewonnen    |
| 2020 | BAFTA Awards              | Beste bewerkte scenario                        | Todd Phillips, Scott Silver                                   | Genomineerd |
| 2020 | BAFTA Awards              | Beste camerawerk                               | Lawrence Sher                                                 | Genomineerd |
| 2020 | BAFTA Awards              | Beste montage                                  | Jeff Groth                                                    | Genomineerd |
| 2020 | BAFTA Awards              | Beste filmmuziek                               | Hildur Guðnadóttir                                            | Gewonnen    |
| 2020 | BAFTA Awards              | Beste productieontwerp                         | Mark Friedberg, Kris Moran                                    | Genomineerd |
| 2020 | BAFTA Awards              | Beste grime en haarstijl                       | Kay Georgiou, Nicki Ledermann                                 | Genomineerd |
| 2020 | BAFTA Awards              | Beste geluid                                   | Todd Maitland, Alan Robert Murray, Tom Ozanich, Dean Zupancic | Genomineerd |
| 2020 | BAFTA Awards              | Beste casting                                  | Shayna Markowitz                                              | Gewonnen    |
| 2020 | Academy Awards            | Beste film                                     | Beste film                                                    | Genomineerd |
| 2020 | Academy Awards            | Beste regisseur                                | Todd Phillips                                                 | Genomineerd |
| 2020 | Academy Awards            | Beste acteur                                   | Joaquin Phoenix                                               | Gewonnen    |
| 2020 | Academy Awards            | Beste bewerkte scenario                        | Todd Phillips, Scott Silver                                   | Genomineerd |
| 2020 | Academy Awards            | Beste filmmuziek                               | Hildur Guðnadóttir                                            | Gewonnen    |
| 2020 | Academy Awards            | Beste camerawerk                               | Lawrence Sher                                                 | Genomineerd |
| 2020 | Academy Awards            | Beste montage                                  | Jeff Grott                                                    | Genomineerd |
| 2020 | Academy Awards            | Beste kostuumontwerp                           | Mark Bridges                                                  | Genomineerd |
| 2020 | Academy Awards            | Beste geluidsmontage                           | Alan Robert Murray                                            | Genomineerd |
| 2020 | Academy Awards            | Beste geluidsmix                               | Tom Ozanich, Den Zupancic, Tom Maitland                       | Genomineerd |
| 2020 | Academy Awards            | Beste grime en haarstijl                       | Nicki Ledermann, Kay Georgiou                                 | Genomineerd |
| 2020 | Satellite Awards          | Beste dramafilm                                | Beste dramafilm                                               | Genomineerd |
| 2020 | Satellite Awards          | Beste acteur in een dramafilm                  | Joaquin Phoenix                                               | Genomineerd |
| 2020 | Satellite Awards          | Beste bewerkte script                          | Todd Phillips, Scott Silver                                   | Gewonnen    |
| 2020 | Satellite Awards          | Beste soundtrack                               | Hildur Guðnadóttir                                            | Gewonnen    |
| 2020 | Satellite Awards          | Beste cinematografie                           | Lawrence Sher                                                 | Genomineerd |
| 2020 | Satellite Awards          | Beste visuele effecten                         | Edwin Rivera, Mathew Giampa, Bryan Godwin                     | Genomineerd |
| 2020 | Satellite Awards          | Beste montage                                  | Jeff Groth                                                    | Genomineerd |
| 2020 | Satellite Awards          | Beste geluidseffecten                          | Alan Robert Murray, Tom Ozanich, Dean Zupancic                | Genomineerd |
| 2020 | Satellite Awards          | Beste Art Direction en Production Design       | Mark Friedberg, Laura Ballinger                               | Genomineerd |
| 2020 | Satellite Awards          | Beste kostuums                                 | Mark Bridges                                                  | Genomineerd |
| 2020 | Screen Actors Guild Award | Acteur in een hoofdrol                         | Joaquin Phoenix                                               | Gewonnen    |
| 2020 | Writers Guild of America  | Beste bewerkte scenario                        | Todd Phillips, Scott Silver                                   | Genomineerd |
| 2021 | Grammy Awards             | Beste partituur soundtrack voor visuele media  | Hildur Guðnadóttir                                            | Gewonnen    |
| 2021 | Grammy Awards             | Beste arrangement, instrumentaal of a cappella | Hildur Guðnadóttir (voor "Bathroom Dance")                    | Genomineerd |